# Уједињени Арапски Емирати на Светском првенству у атлетици у дворани 2012.
Уједињени Арапски Емирати су други пут учествовали на Светском првенству у атлетици у дворани 2012. одржаном у Истанбулу од 9. до 11. марта. Репрезентацију Уједињених Арапских Емирата представљале су две такмичарке, које су такмичиле у трци на 3.000 метара.
Уједињени Арапски Емирати нису освојиле ниједну медаљу.

## Учесници
Жене:
- Alia Saeed Mohammed — 3.000 м
- Betlhem Desalegn — 3.000 м

## Резултати

### Жене
| Атлетичарка         | Дисциплина | Лични рекорд | Квалификације | Квалификације | Финале                | Финале  | Детаљи |
| Атлетичарка         | Дисциплина | Лични рекорд | Резултат      | Место         | Резултат              | Место   | Детаљи |
| ------------------- | ---------- | ------------ | ------------- | ------------- | --------------------- | ------- | ------ |
| Alia Saeed Mohammed | 3.000 м    | 9:01,03      | 9:02,56 кв    | 6. у гр. 2    | 8:37,16               | 11 / 21 |        |
| Betlhem Desalegn    | 3.000 м    | 8:53,56 НР   | 9:12,63       | 5. у гр. 1    | Није се квалификовала | 14 / 21 |        |